# Macrojoppa blandita
Macrojoppa blandita là một loài tò vò trong họ Ichneumonidae.